# Maison forte de Corcelles
Ne doit pas être confondu avec Château de Corcelles.
La maison forte de Corcelles se dresse sur l'ancienne commune de Saint-Symphorien-lès-Charolles rattachée en 1896 à la commune de Charolles dans le département français de Saône-et-Loire et la région Bourgogne-Franche-Comté.
Au titre des monuments historiques, l'ancienne maison forte de Corcelles fait l’objet d’une inscription partielle par arrêté du 16 août 1976. Seules les façades et les toitures des deux tours carrées et le portail d'entrée sont inscrites.

## Situation
La maison forte de Corcelles est située sur une colline dominant un vaste vallonnement.

## Histoire
À la fin du Xe siècle, il est fait mention d'un certain Wibertus, miles (chevalier) qui déclare tenir un manse à Corcelles. Une famille de Corcelles est citée, en 1119, dans une charte du prieuré de Paray.
En 1366, la maison forte est tenue par le dernier descendant de la famille de Corcelles ; à sa mort, elle est partagée entre ses trois filles, épouses de Jean Sachet, d'Étienne Saligny et de Jean Bocquillon. Jusqu'à la fin du XVIe siècle, elle passe entre de nombreuses familles : les Sachets, Bocqueillon, des Fossés, Saint-Anthot et de Sèves.
Au début du XVIIe siècle, le fief est la propriété de la famille Mottin qui reconstruira le bâtiment actuel. En 1643, Guy Mottin, avocat au bailliage de Charolles, acquiert de sa sœur Jeanne et du mari de celle-ci, Jean Beaudinot, avocat à Paray, la part qui lui est échue dans la succession de son père, Philibert Mottin. En 1694, Claude Mottin est seigneur de Corcelles.
Vers 1770, Corcelles passe par mariage à Blaise Quarré, seigneur du Plessis, qui a épousé Marthe, la sœur du seigneur du lieu, Gérard Laison.
Depuis 1906, elle est la propriété de la famille Meaudre des Gouttes.

## Description
Au bout d'un chemin que longe une terrasse plantée d'une double rangée de tilleuls, la maison forte rassemble des bâtiments hétéroclites autour d'une cour rectangulaire, qu'enveloppe, côté ouest, une seconde cour cernée de bâtiments agricoles.
On y pénètre par une porte en plein cintre défendue par des canonnières et une tour carrée, aménagée en chapelle au XVIIe siècle. Entre l'arc de la porte et les mâchicoulis, ont été incrustées les armoiries de Guy Mottin et de son épouse. Les côtés de la cour sont occupés par un bâtiment rectangulaire, un second logis de même plan et des communs.